# جويس ماكنزي
جويس ماكنزي (بالإنجليزية: Joyce MacKenzie)‏ هي مُدرسة وممثلة أمريكية، ولدت في 13 أكتوبر 1929 في ريدوود في الولايات المتحدة.

## وصلات خارجية
- جويس ماكنزي على موقع IMDb (الإنجليزية)
- جويس ماكنزي على موقع قاعدة بيانات الفيلم (الإنجليزية)